# Shibusa Shirazu

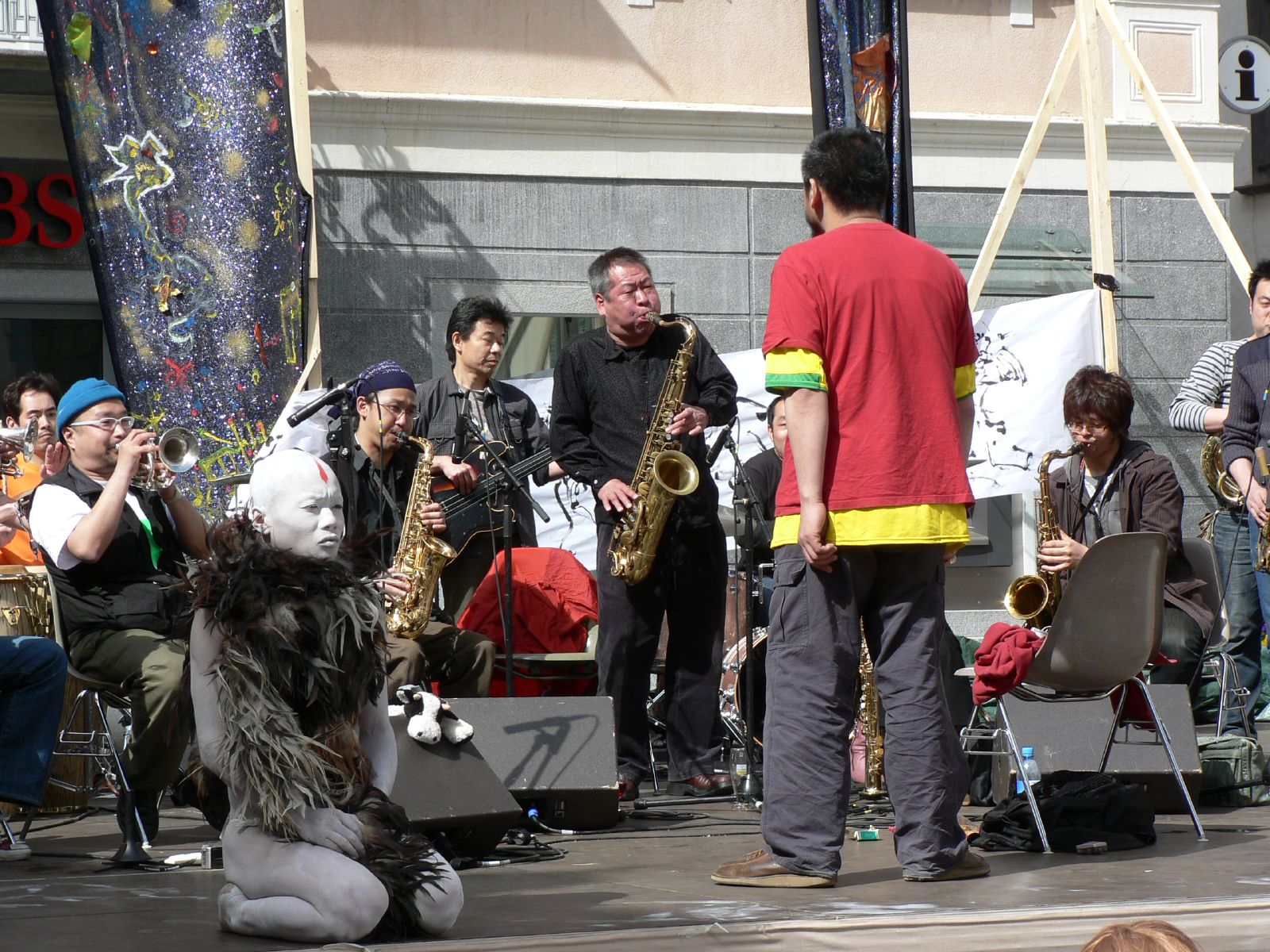
Shibusa Shirazu beim schweizerischen Poschiavo Festival (2005)

Shibusa Shirazu (japanisch 渋さ知らズ) ist ein 40-köpfiges japanisches Jazz-Ensemble. In der Gruppe treten Jazzmusiker gemeinsam mit Butoh-Tänzern und Performancekünstlern auf. Der Name setzt sich zusammen aus japanisch 渋さ shibusa, deutsch ‚Coolness‘ und japanisch 知らズ shirazu, deutsch ‚nicht kennen, ungekünstelt‘.

## Geschichte
Das Shibusa-Shirazu-Orchester wurde 1989 in Tokio anlässlich einer Theateraufführung durch den Bassisten Daisuke Fuwa gegründet.
1992 hatten sie ihren ersten Auftritt in Tokio. Mittlerweile spielen sie auch vor anderem, größerem Publikum, vor allem auf Festivals. Der Festivalgründer Burkhard Hennen entdeckte sie 1997 in Yokohama auf einer mit Bulldozern improvisierten Bühne in Form eines Amphitheaters. Er lud sie für das nächste Jahr nach Deutschland zu seinem Moers Festival ein, wo sie später noch weitere drei Auftritte hatten.
Seit 1998 zieht das Shibusa Shirazu-Orchestra um die Welt mit Auftritten unter anderem in Russland, Niederlande, Schweiz, Italien, Frankreich und Deutschland. Seit dem Jahr 2000 tritt es auch regelmäßig auf dem Fuji Rock Festival auf.
Die Gruppe um den Gründer Daisuke Fuwa erhielt zahlreiche japanische Jazzauszeichnungen.

## Diskografie
Alben
- 1993: Dettaramen (Nutmeg)
- 1993: Shibusamichi (Nutmeg)
- 1994: Something Different (Chitei)
- 1995: Be Cool (Chitei)
- 1997: Shibusai (Chitei)
- 1999: On Stage at Amsterdam (New Gate)
- 1999: Shiburyu (Chitei)
- 2002: Shibu-Hata (Chitei)
- 2004: Shibuboshi (Chitei)
- 2004: Never Be Cool Naked (Mona)
- 2005: Shibusa Shirazu Orchestra (Aright’s)
- 2005: Lost Direction (Moers Music)
- 2006: Katayama Hiroaki with Shibusashirazu (Studio Wee)
- 2006: Shibuzen (Avex Io)
- 2007: Shibuki (Avex Io)
- 2008: Paris Shibu Bukyoku (Chitei)
- 2010: Shibu-Yotabi Plankton (Vivo)
- 2014: Shibusaikayoutaizen (Tokuma Japan Communications)
- 2017: Juju (Chitei)

## Auftritte in Deutschland
- 1998 Moers Festival[1][2]

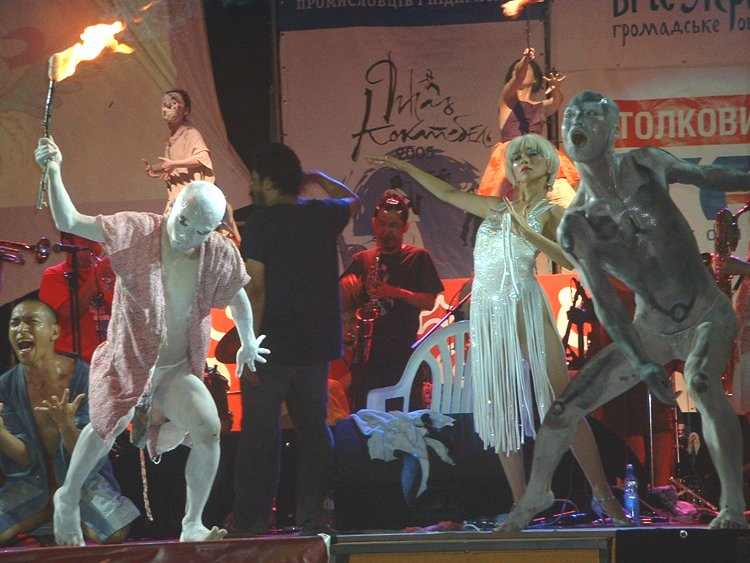
Shibusa Shirazu (2005)

- 2002 Jazzfest Ost-West Nürnberg, Tafelhalle
- 2005 Moers Festival
- 2005 Rex-Theater in Wuppertal
- 2007 OffsideOpen-Festival
- 2007 Forum des Städtischen Gymnasiums Straelen
- 2007 Loft in Köln
- 2010 Kulturarena in Jena
- 2013 Haus der Kulturen der Welt in Berlin
- 2016 Fusion Festival in Lärz